# Billamptyper
Billamptyper är de olika sorters lampor som används i fordon. Ett modernt fordon använder olika sorters lampor för flera olika ändamål : belysning för föraren så att föraren kan köra i mörker, belysning för att synas och ljus för information och indikering. Typerna av dessa lampor är beroende av användning och olika tillverkares val för olika modeller.

## Europa

### Glödlampor
United Nations Economic Commission for Europe (UNECE) har standariserat följande tre grupper av glödlampstyper för användning i fordon sålda i Europa.
| Typ    | Sockel (enligt IEC 60061) | Antal glödtrådar | Nominella elektriska egenskaper†                               | Kommentarer             | Bild |
| ------ | ------------------------- | ---------------- | -------------------------------------------------------------- | ----------------------- | ---- |
| H1     | P14.5s                    | 1                | 6V/55W, 12V/55W, 24V/70W                                       |                         |      |
| H3     | PK22s                     | 1                | 6V/55W, 12V/55W, 24V/70W                                       |                         |      |
| H4     | P43t                      | 2                | 12V/60W(helljus)/55W(halvljus), 24V/75W(helljus)/70W(halvljus) | USA variant: "9003/HB2" |      |
| H7     | PX25d                     | 1                | 12V/55W, 24V/70W                                               |                         |      |
| H8     | PGJ19-1                   | 1                | 12V/35W                                                        | högervinklad anslutning |      |
| H8B    | PGJY19-1                  | 1                | 12V/35W                                                        |                         |      |
| H9     | PGJ19-5                   | 1                | 12V/65W                                                        | högervinklad anslutning |      |
| H9B    | PGJY19-5                  | 1                | 12V/65W                                                        |                         |      |
| H10    | PY20d                     | 1                | 12V/42W                                                        | högervinklad anslutning |      |
| H11    | PGJ19-2                   | 1                | 12V/55W, 24V/70W                                               | högervinklad anslutning |      |
| H11B   | PGJY19-2                  | 1                | 12V/55W, 24V/70W                                               |                         |      |
| H12    | PZ20d                     | 1                | 12V/53W                                                        | högervinklad anslutning |      |
| H13    | P26.4t                    | 2                | 12V/60W(helljus)/55W(halvljus)                                 |                         |      |
| H13A   | PJ26.4t                   | 2                | 12V/60W(helljus)/55W(halvljus)                                 | högervinklad anslutning |      |
| H14    | P38t                      | 2                | 12V/60W(helljus)/55W(halvljus)                                 |                         |      |
| H15    | PGJ23t-1                  | 2                | 12V/55W(helljus)/15W(varselljus)                               | högervinklad anslutning |      |
| H21W   | BAY9s                     | 1                | 12V/21W, 24V/21W                                               |                         |      |
| H27W/1 | PG13                      | 1                | 12V/27W                                                        |                         |      |
| H27W/2 | PGJ13                     | 1                | 12V/27W                                                        | högervinklad anslutning |      |
| HB3    | P20d 90°                  | 1                | 12V/60W                                                        | högervinklad anslutning |      |
| HB3A   | P20d 180°                 | 1                | 12V/60W                                                        |                         |      |
| HB4    | P22d 90°                  | 1                | 12V/51W                                                        | högervinklad anslutning |      |
| HB4A   | P22d 180°                 | 1                | 12V/51W                                                        |                         |      |
| HIR1   | PX20d                     | 1                | 12V/65W                                                        | högervinklad anslutning |      |
| HIR2   | PX22d                     | 1                | 12V/55W                                                        | högervinklad anslutning |      |
| HS1    | PX43t                     | 2                | 6V/35W(helljus)/35W(halvljus), 12V/35W(helljus)/35W(halvljus)  |                         |      |
| HS2    | PX13.5s                   | 1                | 6V/15W, 12V/15W                                                |                         |      |
| HS5    | P23t                      | 2                | 12V/35W(helljus)/30W(halvljus)                                 | för motorcykel          |      |
| HS6    | PX26.4t                   | 2                | 12V/40W(helljus)/35W(halvljus)                                 |                         |      |
| PX24W  | PGU20-7                   | 1                | 12V/24W                                                        |                         |      |
| PSX24W | PG20-7                    | 1                | 12V/24W                                                        |                         |      |
| S2     | BA20d                     | 2                | 6V/35W(helljus)/35W(halvljus), 12V/35W(helljus)/35W(halvljus)  | för motorcykel          |      |
| S3     | P26s                      | 2                | 6V/15W, 12V/15W                                                | för mopeder             |      |

| Typ     | Sockel    | Antal glödtrådar | Nominella elektriska egenskaper†             | Kommentarer                                 | Bild |
| ------- | --------- | ---------------- | -------------------------------------------- | ------------------------------------------- | ---- |
| C5W     | SV8.5     | 1                | 6V/5W, 12V/5W, 24V/5W                        | Äldre benämning: C11                        |      |
| H6W     | BAX9s     | 1                | 12V/6W                                       |                                             |      |
| HY6W    | BAZ9s     | 1                | 12V/6W                                       | orange                                      |      |
| HY21W   | BAW9s     | 1                | 12V/21W, 24V/21W                             | orange                                      |      |
| P13W    | PG18.5d-1 | 1                | 12V/13W                                      |                                             |      |
| P19W    | PGU20-1   | 1                | 12V/19W                                      |                                             |      |
| PR19W   | PGU20-5   | 1                | 12V/19W                                      | röd                                         |      |
| PY19W   | PGU20-2   | 1                | 12V/19W                                      | orange                                      |      |
| PS19W   | PG20-1    | 1                | 12V/19W                                      |                                             |      |
| PSR19W  | PG20-5    | 1                | 12V/19W                                      | röd                                         |      |
| PSY19W  | PG20-2    | 1                | 12V/19W                                      | orange                                      |      |
| P21W    | BA15s     | 1                | 6V/21W, 12V/21W, 24V/21W                     | Äldre benämning: P25-1                      |      |
| PR21W   | BAW15s    | 1                | 12V/21W, 24V/21W                             | röd                                         |      |
| PY21W   | BAU15s    | 1                | 12V/21W, 24V/21W                             | orange                                      |      |
| P21/4W  | BAZ15d    | 2                | 12V/21W(huvudtråd)/4W, 24V/21W(huvudtråd)/4W |                                             |      |
| PR21/4W | BAU15d    | 2                | 12V/21W/4W, 24V/21W/4W                       | röd                                         |      |
| P21/5W  | BAY15d    | 2                | 6V/21W/5W, 12V/21W/5W, 24V/21W/5W            | Äldre benämning: P25-2                      |      |
| PR21/5W | BAW15d    | 2                | 12V/21W/5W, 24V/21W/5W                       | röd                                         |      |
| P24W    | PGU20-3   | 1                | 12V/24W                                      |                                             |      |
| PR24W   | PGU20-6   | 1                | 12V/24W                                      | röd                                         |      |
| PY24W   | PGU20-4   | 1                | 12V/24W                                      | orange                                      |      |
| PS24W   | PG20-3    | 1                | 12V/24W                                      |                                             |      |
| PSR24W  | PG20-6    | 1                | 12V/24W                                      | röd                                         |      |
| PSY24W  | PG20-4    | 1                | 12V/24W                                      | orange                                      |      |
| P27W    | W2.5x16d  | 1                | 12V/27W                                      |                                             |      |
| P27/7W  | W2.5x16q  | 2                | 12V/27W/7W                                   | USA variant: "3157"                         |      |
| PR27/7W | WU2.5x16  | 2                | 12V/27W/7W                                   | röd                                         |      |
| PY27/7W | WX2.5x16q | 2                | 12V/27W/7W                                   | orange USA variant: "3757A"                 |      |
| R5W     | BA15s     | 1                | 6V/5W, 12V/5W, 24V/5W                        | Äldre benämning: R19/5                      |      |
| RR5W    | BAW15s    | 1                | 12V/5W, 24V/5W                               | röd                                         |      |
| R10W    | BA15s     | 1                | 6V/10W, 12V/10W, 24V/10W                     | Äldre benämning: R19/10                     |      |
| RR10W   | BAW15s    | 1                | 12V/10W, 24V/10W                             | röd                                         |      |
| RY10W   | BAU15s    | 1                | 6V/10W, 12V/10W, 24V/10W                     | orange                                      |      |
| T1.4W   | P11.5d    | 1                | 12V/1.4W                                     |                                             |      |
| T4W     | BA9s      | 1                | 6V/4W, 12V/4W, 24V/4W                        | Äldre benämning: T8/4                       |      |
| W2.3W   | W2x4.6d   | 1                | 12V/2.3W                                     |                                             |      |
| WY2.3W  | W2x4.6d   | 1                | 12V/2.3W                                     | orange                                      |      |
| W3W     | W2.1x9.5d | 1                | 6V/3W, 12V/3W, 24V/3W                        | Äldre benämning: W10/3                      |      |
| W5W     | W2.1x9.5d | 1                | 6V/5W, 12V/5W, 24V/5W                        | Ibland benämnd "T10" Äldre benämning: W10/5 |      |
| WR5W    | W2.1x9.5d | 1                | 12V/5W, 24V/5W                               | röd                                         |      |
| WY5W    | W2.1x9.5d | 1                | 6V/5W, 12V/5W, 24V/5W                        | orange                                      |      |
| W15/5W  | WZ3x16q   | 2                | 12V/15W/5W                                   | för motorcykel                              |      |
| W16W    | W2.1x9.5d | 1                | 12V/16W                                      | USA variant: "921"                          |      |
| W21W    | W3x16d    | 1                | 12V/21W                                      |                                             |      |
| WY21W   | WX3x16d   | 1                | 12V/21W                                      | orange                                      |      |
| WP21W   | WY2.5x16d | 1                | 12V/21W                                      |                                             |      |
| WPY21W  | WZ2.5x16d | 1                | 12V/21W                                      | orange                                      |      |
| W21/5W  | W3x16q    | 2                | 12V/21W/5W                                   |                                             |      |
| WR21/5W | WY3x16q   | 2                | 12V/21W/5W                                   | röd                                         |      |

| Typ  | Sockel  | Antal glödtrådar | Nominella elektriska egenskaper†                                                              | Kommentarer                                   | Bild |
| ---- | ------- | ---------------- | --------------------------------------------------------------------------------------------- | --------------------------------------------- | ---- |
| C21W | SV8.5   | 1                | 12V/21W                                                                                       | Äldre benämning: C15, for reversing lamp only |      |
| R2   | P45t-41 | 2                | 6V/45W(helljus)/40W(halvljus), 12V/45W(helljus)/40W(halvljus), 24V/55W(helljus)/50W(halvljus) |                                               |      |
| S1   | BA20d   | 2                | 6V/25W(helljus)/25W(halvljus), 12V/25W(helljus)/25W(halvljus)                                 | för motorcykel                                |      |

†Om lampan finns för olika spänningsvarianter (volttal) visas de separerade med kommatecken.

### Högintensiva gasurladdningslampor ("xenon")
UNECE har också standardiserat Gasurladdningslampor (HID) ("xenon").
| Typ | Sockel  | Elektriska Egenskaper | Kommentarer | Bild |
| --- | ------- | --------------------- | ----------- | ---- |
| D1R | PK32d-3 | 85V/35W               |             |      |
| D1S | PK32d-2 | 85V/35W               |             |      |
| D2R | P32d-3  | 85V/35W               |             |      |
| D2S | P32d-2  | 85V/35W               |             |      |
| D3R | PK32d-6 | 42V/35W               |             |      |
| D3S | PK32d-5 | 42V/35W               |             |      |
| D4R | P32d-6  | 42V/35W               |             |      |
| D4S | P32d-5  | 42V/35W               |             |      |

### Gamla typer
I detta avsnitt visas lamptyper som är föråldrade, men som kan fortfarande hittas i äldre fordon
| Typ | Antal glödtrådar | Nominella elektriska egenskaper | Kommentarer | Bild     |
| --- | ---------------- | ------------------------------- | ----------- | -------- |
| H2  | 1                | 12V/55W                         |             | H2 lampa |

## USA
Lampor designade för den Nordamerikanska marknaden och standardiserade av SAE (Society of Automotive Engineers).
| Typ                       | Sockel          | Antal glödtrådar | Nominell effekt i watt vid 12.8v | Kommentarer                                | Bild |
| ------------------------- | --------------- | ---------------- | -------------------------------- | ------------------------------------------ | ---- |
| 9003 (HB2)                | P43t-38         | 2                | 60/55w(hel/halvljus)             | European H4 w/strict geometric tolerance   |      |
| 9004 (HB1)                | P29t            | 2                | 65/45W(hel/halvljus)             |                                            |      |
| 9005 (HB3)                | P20d (90°)      | 1                | 65W                              |                                            |      |
| 9005XS (HB3A)             | P20d (rak)      | 1                | 65W                              | Samma som HB3 förutom. 180° rak anslutning |      |
| 9006 (HB4)                | P22d (90°)      | 1                | 55W                              |                                            |      |
| 9006XS (HB4A)             | P22d (straight) | 1                | 55W                              | Samma som HB4 förutom. 180° rak anslutning |      |
| 9007 (HB5)                | PX29t           | 2                | 65/55W (hel/halvljus)            |                                            |      |
| H13 (inofficiellt "9008") | P26t            | 2                | 65/55W (hel/halvljus)            |                                            |      |

| Typ   | Sockel | Antal glödtrådar | Elektriska Egenskaper | Kommentarer                                                     | Bild |
| ----- | ------ | ---------------- | --------------------- | --------------------------------------------------------------- | ---- |
| PC194 | T10    | 1                | 14V?/3.78W, ?         | Använd direkt på kretskort för till exempel instrumentbelysning |      |